# امدن (نیدزاکسن)
شهر امدن در ایالت نیدرزاکسن در کشور آلمان واقع شده‌است. فریدون زندی در این شهر به دنیا آمده‌است.